# Lista de políticos do Partido Revolucionário Institucional
Esta é uma lista de presidentes do PRI (Partido Revolucionário Institucional) do México. O PRI foi um partido hegemônico do México, governou sozinho durante 1929 até a derrota nas eleições de 2000, assumindo Vicente Fox do Partido da Ação Nacional do México.
- (1929 - 1930): Manuel Pérez Treviño
- (1930): Basilio Badillo
- (1930): Emilio Portes Gil
- (1930 - 1931): Lázaro Cárdenas del Río
- (1931 - 1933): Manuel Pérez Treviño
- (1933): Melchor Ortega
- (1933): Manuel Pérez Treviño
- (1933 - 1934): Carlos Riva Palacio
- (1934 - 1935): Matías Ramos
- (1935 - 1936): Emilio Portes Gil
- (1936 - 1938): Silvano Barba González
- (1938 - 1939): Luis I. Rodríguez
- (1939 - 1940): Heriberto Jara
- (1940 - 1946): Antonio I. Villalobos
- (1946): Rafael Pascasio Gamboa
- (1946 - 1952): Rodolfo Sánchez Taboada
- (1952 - 1956): Gabriel Leyva Velázquez
- (1956 - 1958): Agustín Olachea
- (1958 - 1964): Alfonso Corona del Rosal
- (1964 - 1965): Carlos Alberto Madrazo Becerra
- (1965 - 1968): Lauro Ortega
- (1968 - 1970): Alfonso Martínez Domínguez
- (1970 - 1972): Manuel Sánchez Vite
- (1972 - 1975): Jesús Reyes Heroles
- (1975 - 1976): Porfirio Muñoz Ledo
- (1976 - 1979): Carlos Sansores Pérez
- (1979 - 1981): Gustavo Carvajal Moreno
- (1981): Javier García Paniagua
- (1981 - 1982): Pedro Ojeda Paullada
- (1982 - 1986): Adolfo Lugo Verduzco
- (1986 - 1988): Jorge de la Vega Domínguez
- (1988 - 1992): Luis Donaldo Colosio
- (1992): Rafael Rodríguez Barrera
- (1992 - 1993): Genaro Borrego Estrada
- (1993 - 1994): Fernando Ortíz Arana
- (1994): Ignacio Pichardo Pagaza
- (1994 - 1995): María de los Angeles Moreno
- (1995 - 1996): Santiago Oñate Laborde
- (1996 - 1997): Humberto Roque Villanueva
- (1997 - 1999): Mariano Palacios Alcocer
- (1999): José Antonio González Fernández
- (1999 - 2002): Dulce María Sauri Riancho
- (2002 - 2005): Roberto Madrazo
- (2005 - ): Mariano Palacios Alcocer
- (2016 - ): Enrique Ochoa Reza

## Candidatos a Presidência do México pelo PRI
- 1929: Pascual Ortiz Rubio
- 1934: Lázaro Cárdenas del Río
- 1940: Manuel Ávila Camacho
- 1946: Miguel Alemán Valdés
- 1952: Adolfo Ruiz Cortines
- 1958: Adolfo López Mateos
- 1964: Gustavo Díaz Ordaz
- 1970: Luis Echeverría Álvarez
- 1976: José López Portillo
- 1982: Miguel de la Madrid
- 1988: Carlos Salinas de Gortari
- 1994: Luis Donaldo Colosio
- 1994: Ernesto Zedillo
- 2000: Francisco Labastida Ochoa
- 2006: Roberto Madrazo Pintado
- 2012: Enrique Peña Nieto

## Presidentes do México do PRI
1. 1928-1930 : Emilio Portes Gil
2. 1930-1932 : Pascual Ortiz Rubio
3. 1932-1934 : Abelardo L. Rodríguez
4. 1934-1940 : Lázaro Cárdenas del Río
5. 1940-1946 : Manuel Ávila Camacho
6. 1946-1952 : Miguel Alemán Valdés
7. 1952-1958 : Adolfo Ruiz Cortines
8. 1958-1964 : Adolfo López Mateos
9. 1964-1970 : Gustavo Díaz Ordaz
10. 1970-1976 : Luis Echeverría Álvarez
11. 1976-1982 : José López Portillo y Pacheco
12. 1982-1988 : Miguel de la Madrid Hurtado
13. 1988-1994 : Carlos Salinas de Gortari
14. 1994-2000 : Ernesto Zedillo Ponce de León
15. 2012-2018 : Enrique Peña Nieto